# 转运场
转运场是德方在納粹大屠殺在德佔波蘭境内的各个火车站旁边設立的等候区，从隔都被驱逐出来的犹太人会在转运场被集中起来，送上驶向滅絕營的火车。最大的转运场位于华沙，而且就在華沙猶太區旁边。